# 诺湖
诺湖（英語：Lake No）是南苏丹的一个湖泊，位于苏德沼泽以北杰贝勒河和加扎勒河的汇流点，乌干达艾伯特湖下游1,156公里处。该湖是杰贝勒河和白尼罗河在严格意义上的分界。